# عبد الوهاب عبد الرازق
عبد الوهاب عبد الرازق (مواليد أغسطس 1948) هو قاضٍ وسياسي مصري يشغل حالياً منصب رئيس مجلس الشيوخ وذلك بعد حصوله على 287 صوتاً من أصل 299 حضروا جلسة التصويت منهم 12 صوت باطلاً .  شغل في السابق منصب رئيس المحكمة الدستورية العليا، خلفًا للمستشار عدلي منصور. 

ولد المستشار عبد الوهاب عبد الرازق حسن عبد الوهاب، بمحافظة المنيا، أغسطس 1948، وحصل على ليسانس الحقوق 1969، بتقدير جيد، جامعة القاهرة.
عُينَ المستشار عبد الوهاب عبد الرازق بالجهاز المركزي للمحاسبات، في بداية السبعينيات من القرن الماضي، ثم عُينَ كمعاون نيابة عامة، ثم عُين وكيلًا للنائب العام من الفئة الممتازة، ونائب بمجلس الدولة، ومستشارًا مساعدًا من الفئة (ب) ثم الفئة (أ). في عام 1987، تم تعيينه مستشارًا بمجلس الدولة، ثم شغل منصب مستشارًا بهيئة المفوضين بالمحكمة الدستورية العليا. في عام 1988 عام دخل للمحكمة الدستورية العليا، حيث عمل مستشاراً بهيئة المفوضين بالمحكمة، وأعير إلى دولة الكويت للعمل مستشاراً بإدارة الفتوى والتشريع بمجلس الوزراء خلال الفترة من 1992 وحتى 1998، في عام 2001، عُينَ نائبًا لرئيس المحكمة الدستورية العليا. 
كان المستشار عبد الوهاب عبد الرازق من أعضاء المحكمة الدستورية الذين شهدوا حصارها التاريخي من قبل عناصر جماعة الإخوان، حتى يتم إثناؤهم عن إصدار حكم في دعوى حل مجلس الشعب الإخواني. وشارك أيضًا في الحكم ببطلان مجلسي الشعب والشورى في حكم الإخوان، كما أصدر المستشار عبد الوهاب حكمًا بعدم دستورية قانون العزل السياسي. شغل منصب رئيس المحكمة الدستورية العليا، خلفًا للمستشار عدلي منصور. ترأس المستشار عبد الوهاب عبد الرازق، حزب مستقبل وطن. في 2020 تم انتخابه رئيسا لمجلس الشيوخ.